# Reinhard Wieser
Reinhard Wieser (Bolzano, 10 luglio 1971) è un ex hockeista su ghiaccio italiano.

## Carriera
Di ruolo ala, ha giocato in diverse squadre altoatesine: Latemar, Bolzano, Renon, Caldaro ed Appiano.
Negli anni a Bolzano ha vinto tre scudetti, un'Alpenliga ed un Torneo Sei Nazioni.

## Palmarès
- Campionato italiano: 3

Bolzano: 1994-1995, 1995-1996, 1997-1998
- Alpenliga: 1

Bolzano: 1993-1994
- Torneo Sei Nazioni: 1

Bolzano: 1994-1995